# Tinerețe fără bătrânețe și viață fără de moarte
Tinerețe fără bătrânețe și viață fără de moarte este o poveste din folclorul românesc, culeasă de Petre Ispirescu și introdusă în colecția Legende sau basmele românilor. A fost republicată în numeroase culegeri de povești, ca de exemplu în Povești nemuritoare sau în volumul Tinerețe fără bătrânețe din colecția Arcade, Editura Minerva, 1985.
Basmul i-a fost povestit scriitorului de către tatăl său, șezător în București, mahalaua Udricani. Este întâia oară publicat în 1862, în „Țăranul român”. În poveste apar idei filosofice privitoare la condiția omului în Univers, nemurire și la cuplul viață-moarte. Textul suprapune supranaturalul folcloric și o profundă concepție filosofico-mitologică într-o construcție de o deosebită originalitate.
Filmul Tinerețe fără bătrînețe (1968) este bazat pe această poveste.

## Sinopsis
„– Taci, dragul tatei, zice împăratul, că ți-oi da împărăția cutare sau cutare; taci, fiule, că ți-oi da soție pe cutare sau cutare fată de împărat, și alte multe d-alde astea; în sfârșit, dacă văzu și văzu că nu tace, îi mai zise: taci, fătul meu, că ți-oi da Tinerețe fără bătrânețe și viață fără de moarte.”
Un împărat și o împărăteasă trăiau nefericirea de a nu avea copii. Ei ceruseră ajutorul vracilor, magicienilor și filosofilor, însă nimeni nu le putuse alunga nefericirea. După un timp, ei găsesc un unchiaș care le dă leacuri folositoare, avertizându-i că vor avea doar un fiu, numit Făt-Frumos, dar că nu vor avea parte de el. Totuși împărăteasa ia leacurile și în câteva zile îi vine sorocul să nască, dar copilul, nenăscut încă, începe să plângă de mama focului. Împăratul îi promite fătului împărății și fete de împărat, dar degeaba. Într-un final, împăratul îi promite copilului tinerețe fără bătrânețe și viață fără de moarte. Atunci copilul tace și se naște. Însă, atunci când a ajuns la vârsta de 15 ani, prințul îi reamintește tatălui său să-și țină cuvântul dat.
Cum împăratul nu-i poate îndeplini dorința, prințul hotărăște să plece în lume pentru a găsi tinerețea fără bătrânețe și viața fără de moarte. El își alege un cal din grajd, știind că printre ei se afla unul fermecat. La sfatul acestuia, se pregătește minuțios: hrănește calul timp de șase săptămâni cu orz fiert în lapte, găsește hainele și armele lui tătâne-său din tinerețe și abia după aceea pornește în căutarea idealului său. Drumul prințului începe cu pustietatea și este un drum spre răsărit, pe care eroul trebuie să-l parcurgă fără alai împărătesc, adică în singurătate.
Primul obstacol pe care îl are de trecut este moșia Gheonoaiei, o ființă blestemată de părinți, pe care prințul o învinge și îi cere un înscris cu sângele ei pentru a consfinți astfel pacea. Gheonoaia are trei fete ca niște zâne și îl roagă pe prinț să-și aleagă una ca mireasă, însă eroul, având un ideal pe care nu vrea să-l abandoneze pleacă mai departe, ajungând pe moșia Scorpiei, sora Gheonoaiei, pe care o înfrânge, de asemenea. Cea de-a treia probă înseamnă confruntarea cu fiarele cele mai sălbatice din lume, care ziua și noaptea păzesc cu neadormire palatul tinereții veșnice. Ajutat de una dintre zânele care trăiesc în palat, el trece și de acest obstacol și își îndeplinește dorința. Tinerețea eterna mult căutată este reprezentată de cele trei zâne, care îl primesc cu bucurie, iar prințul se căsătorește cu una dintre ele. Aici viața se desfășoară în pace și desfătare, însă există un loc primejdios: Valea Plângerii. Cel care ajunge acolo este cuprins de dorul de casă. Întâmplător, într-o zi de vânătoare, prințul intră în acest spațiu și, copleșit de amintiri, pornește spre casa părintească. În lumea părăsită de erou au trecut secole, s-au înălțat orașe, iar eroul îmbătrânește brusc. Înainte de a se despărți de calul călăuzitor, prințul face o promisiune surprinzătoare: „Du-te sănătos, că eu nădăjduiesc să mă întorc peste curând”. 
Prințul găsește Moartea chircită de așteptare în chichița lăzii, în pivnița castelului părinților săi, acum în ruină, și se lasă secerat cu genunchii slăbiți tremurând de omeneasca teamă.